# Eurycarcinus integifrons
Eurycarcinus integifrons is een krabbensoort uit de familie van de Pilumnidae. De wetenschappelijke naam van de soort is voor het eerst geldig gepubliceerd in 1879 door de Man.